# Danny Ainge
Daniel Ray „Danny“ Ainge (* 17. März 1959 in Eugene, Oregon) ist ein ehemaliger US-amerikanischer Basketball- und Baseballspieler. Derzeit ist er CEO und Repräsentant der Utah Jazz in der NBA. Davor war Ainge jahrelang Manager („President of Basketball Operations“) der Boston Celtics.
Von 1979 bis 1981 spielte er für die Toronto Blue Jays in der Major League Baseball, bevor er zum Basketball wechselte. Zwischen 1981 und 1995 spielte er in der NBA für die Mannschaften der Boston Celtics, Sacramento Kings, Portland Trail Blazers und Phoenix Suns. Ainge ist 1,96 m groß und spielte auf der Position des Shooting Guards. 
Zusammen mit Larry Bird gewann er in den 1980ern zwei Meisterschaften in der NBA. 1988 wurde Ainge für seine gute Leistungen zum NBA All-Star Game eingeladen. Nach seiner aktiven Zeit als Spieler war er von 1996 bis 1999 Head Coach bei den Phoenix Suns. Von 2003 bis 2021 war er als Manager bei den Celtics tätig. In dieser Position gewann er mit der Mannschaft 2008 die NBA-Meisterschaft. Nach einer enttäuschenden Saison 2020/21 legte Ainge im Juni 2021 sein Amt als Manager der Celtics nieder. Im Dezember 2021 wurde Ainge zum CEO der Utah Jazz ernannt.
Jazz-Governor Ryan Smith verpflichtete Anfang Juni 2025 Ainges Sohn Austin von den Boston Celtics zum President of Basketball Operations, der dem Besitzer direkt unterstehen wird.

## Sonstiges
Ainge ist Mormone, verheiratet und Vater von sechs Kindern.
Im Mai 2019 erlitt Ainge einen Herzinfarkt.